# Forstschule
Eine Forstschule ist eine Anstalt zur nicht-universitären Ausbildung von Förstern. Unter unterschiedlichen Voraussetzungen entstanden und im Laufe der Geschichte entsprechend gewandelt, bestehen bzw. bestanden beispielsweise folgende Forstschulen:
- Höhere Bundeslehranstalt für Forstwirtschaft Bruck an der Mur
- Forstschule Finkenkrug im Landesbetrieb Forst Brandenburg
- Forstschule Gammelkroppa
- ehemalige Forstschule in Hann. Münden siehe Königlich Preußische Forstakademie Hannoversch Münden#Geschichte
- Forstliches Bildungszentrum Karlsruhe, ehemalige Staatliche Forstschule des Karlsruher Instituts für Technologie im Fasanenschlösschen
- Bayerische Forstschule und Technikerschule für Waldwirtschaft Lohr am Main
- Jagdwald Temeswar#Forstschule
- ehemalige Forstschule in Weihenstephan: Weihenstephan#Bildungs- und sonstige Einrichtungen